# Ich liebe meine Familie, ehrlich
Ich liebe meine Familie, ehrlich ist ein deutscher Fernsehfilm von Stefan Lukschy aus dem Jahr 1999, der im Auftrag für Das Erste produziert wurde. Der Film basiert auf dem gleichnamigen Roman von Anna Johann.

## Handlung
Fernsehjournalistin Julia Schiller hat ihren Ehemann Wolf aus der gemeinsamen Wohnung verbannt, weil er es zum wiederholten Male mit der ehelichen Treue nicht so genau genommen hatte. Allerdings hat sie nicht nur Sorgen mit ihrem Mann, sondern auch mit ihren vier Kindern Lena, Anna und den Zwillingen Anton und Philipp. Als nun alleinerziehende Mutter hat sie alle Hände voll zu tun und ihr Leben ist, auch ohne untreuen Ehemann, nicht ruhiger geworden. Nur mit großem Aufwand kann sie Familie und Arbeit unter einen Hut bringen. Hinzu kommt auch noch ihre Tante Isolde, die zwar in einer Senioreneinrichtung lebt, aber auch weiterhin Julias Aufmerksamkeit wünscht und sie ständig anruft. Zurzeit ist sie davon überzeugt, dass ihre Freundin Elisabeth von einem der Heimbewohner umgebracht worden ist. Da die Polizei nichts unternehmen würde, will sie den Mann selber zur Strecke bringen. Sie versucht, Julia zu überzeugen, ihr zu helfen, dafür könne sie dann gleich die Geschichte journalistisch nutzen: „Mord im Seniorenheim“. Julia will aber davon nichts wissen, denn sie hat genug mit ihren Kindern zu tun. Die Zwillinge Philipp und Anton haben Geburtstag und so wie es aussieht hat ihr Vater mal wieder keine Zeit sich um seine Söhne zu kümmern. Er hat ihnen eine Ballonfahrt organisiert, kommt aber zu spät, sodass Julia mit den Jungs allein die Fahrt antritt. Diese Ballonfahrt entwickelt sich dramatisch, als der Ballonführer einen Schwächeanfall erleidet und den Ballon nicht mehr lenken kann. Mit viel Glück kann Julia den Ballon zu Boden bringen und den Ausflug zu einem halbwegs glücklichen Ende verhelfen. Da das Ganze Wolfs Idee war, gibt sie ihm die Hauptschuld an der ganzen Misere.
Tante Isolde lässt indessen nicht locker. Sie hat bereits in Erfahrung gebracht, dass das Konto ihrer Freundin komplett leer geräumt wurde und sie ist fest davon überzeugt, dass ihr Verdächtiger Eckard Born das Geld an sich gebracht hat. Sie möchte Julia dazu bringen in Borns Wohnung nachzusehen, ob er das Geld dort versteckt hat, doch Julia muss arbeiten. Ihr Chef hat ihr ein Interview eines 104-jährigen Senioren aufgetragen, doch das entwickelt sich nicht so wie geplant, denn der alte Herr schläft während des Interviews ein, sodass der ganze Aufwand umsonst war. Tante Isolde setzt nun statt Julia deren Kinder bei ihren Ermittlungen mit ein. Während die Zwillinge den Verdächtigen im Auge behalten sollen, schleicht sie sich mit Anne in Borns Wohnung. Hier finden sie eine Vollmacht, die Isoldes Freundin leichtsinnigerweise Eckard Born ausgestellt hatte, sodass dieser laufend größere Geldsummen von dem Konto abheben konnte. Als Born zu früh in seine Wohnung zurückkommt, können sich die beiden nur mit Mühe verstecken.

Da Julia unerwartet früher von Interview nach Hause kommt, überrascht sie ihre älteste Tochter Lena mit deren Freund Max, aber sie reagiert souverän und tut so, als ob sie nichts bemerkt hätte. Auch die drei Hobbydetektive kehren zurück und berichten ihrer Mutter von ihrem Abenteuer. Die ist wenig begeistert, von Isoldes Eigenmächtigkeiten und muss feststellen, dass ihre Tante plötzlich verschwunden ist. Die Kinder mutmaßen nun sofort, dass Eckard Born sie umgebracht hat. Sie können ihre Mutter davon überzeugen, der Sache nachzugehen. Auch ihr Mann, den die Kinder mit einbezogen haben, steht zu ihnen und Julia ist geneigt, sich bei seiner Fürsorge für sie alle, wieder mit ihm zu versöhnen. Weniger versöhnlich ist das Verhältnis zu Julias Chef. Er nimmt es ihr persönlich übel, dass sie beide eine Affäre hatten, die sie nicht weiter führen wollte. Kurzerhand entschließt sie sich die Redaktion zu verlassen. Da sie nun mehr Zeit hat, kümmert sie sich intensiv um das Verschwinden ihrer Tante. Im Gegensatz zu ihren Kindern, wählt sie jedoch den direkten Weg und stellt Eckard Born zur Rede. Er gibt zu das Geld von Isoldes Freundin veruntreut zu haben, sei aber für deren Tod nicht verantwortlich. Da ganz plötzlich Tante Isolde unversehrt wieder auftaucht, glaubt sie ihm. Born will sich der Verantwortung stellen und sich sogar von Julias Mann, der ja Anwalt ist, vertreten lassen. Julia selbst unternimmt eine Reise nach Hamburg, wo sie sich eine neue Anstellung erhofft. Wolf kümmert sich derweil in Köln um die Kinder und Julia stellt auf der Fahrt im Zug fest: 
Ich liebe meine Familie, ehrlich!

## Hintergrund
Ich liebe meine Familie, ehrlich wurde im Jahr 1998 gedreht und von der Zieglerfilm Köln GmbH produziert.
Der Drehbuchautor Krystian Martinek ist in der Rolle des Achim Reichelt zu sehen.

## Kritik
Rainer Tittelbach von Tittelbach.tv wertete: Ich liebe meine Familie, ehrlich „ist ganz auf harmlos-amüsante Familienunterhaltung getrimmt. Dass der geneigte Zuschauer heute noch einen gewissen Reiz bei diesem Degeto-Movie aus der ‚Lauter-tolle-Frauen‘-Reihe verspürt, liegt an der interessanten Besetzung.“
Für die Kritiker der Fernsehzeitschrift TV Spielfilm war Ich liebe meine Familie, ehrlich „heiter-harmloses Familienchaos“. Sie vergaben dem Film eine mittlere Wertung, indem sie mit dem Daumen zur Seite zeigten.
Filmdienst.de beurteilte den Film als „Turbulente Familienkomödie, die sich der Stereotypen des klassischen Fernsehspiels bedient.“